# Christmas-Eve and Easter-Day
Christmas-Eve and Easter-Day (Wigilia i Wielkanoc) – poemat dziewiętnastowiecznego angielskiego poety Roberta Browninga, opublikowany w 1850 nakładem oficyny Chapman & Hall. Poemat jest napisany w większości nieregularnie rymowanym ośmiozgłoskowcem. 

Out of the little chapel I burst
Into the fresh night air again.
I had waited a good five minutes first
In the doorway, to escape the rain
That drove in gusts down the common's centre,
At the edge of which the chapel stands,
Before I plucked up heart to enter:
Heaven knows how many sorts of hands
Reached past me, groping for the latch
Of the inner door that hung on catch,
More obstinate the more they fumbled

Część pierwsza, Christmas-Eve stanowi połączenie motywów wizyjnych i realistycznych. Browning podkreśla niedoskonałość oficjalnej religii jako środka do osiągnięcia boskiej prawdy i podkreśla potrzebę wypracowania indywidualnej formy pobożności. Część druga, Easter Day, jest dialogiem o trudnościach wytrwania w wierze chrześcijańskiej i o wątpliwościach jako nieodzownym składniku religijności. Krytycy uważają, że 
Christmas-Eve and Easter-Day powstał pod wpływem głębokiej religijności żony poety, Elizabeth Barrett Browning.